# In pectore
In pectore (łac. „w sercu” / „w piersiach”) – stosowane w zwrocie „kardynał in pectore”, używanym na określenie kardynała, którego mianuje papież, jednak z ważnych powodów nie ujawnia jego nazwiska i zachowuje je „w sercu”. 
Nominacje in pectore papieże stosowali zwykle w przypadku, gdy kraj, w którym przebywa nominowany, prześladuje wyznawców Kościoła katolickiego. W ten sposób papież unika dalszego wzmagania napięcia z tym krajem i nie wystawia wyróżnionej osoby na ryzyko prześladowań. Zdarza się, że o nominacji in pectore nie wie nawet kardynał, którego ona dotyczy. Do chwili upublicznienia przez papieża nazwiska nominowanej osoby nie może ona otrzymać czerwonego kardynalskiego biretu i uczestniczyć w spotkaniach Kolegium Kardynalskiego oraz w konklawe.
Ostatnim papieżem, który mianował kardynała in pectore, był Jan Paweł II. W ciągu swojego pontyfikatu mianował w ten sposób czterech kardynałów. Ujawniono nazwiska trzech z nich: mianowany w 1979 roku Ignatius Kung Pin-mei – biskup Szanghaju – ujawniony w 1991 roku i mianowani w 1998 roku, a ujawnieni w 2001 roku Janis Pujats – arcybiskup Rygi oraz Marian Jaworski – arcybiskup Lwowa. Czwartego kardynała in pectore Jan Paweł II mianował w 2003 roku, ale jego nazwiska nie ujawnił, ani nie pozostawił w tej sprawie żadnej dyspozycji w swoim testamencie.
Imię kardynała może ujawnić tylko sam papież lub ktoś wykonujący pozostawione przez niego stosowne instrukcje.